# La Purísima, Amealco de Bonfil
La Purísima är en ort i Mexiko.   Den ligger i kommunen Amealco de Bonfil och delstaten Querétaro Arteaga, i den sydöstra delen av landet, 120 km nordväst om huvudstaden Mexico City. La Purísima ligger 2 372 meter över havet och antalet invånare är 157.
Terrängen runt La Purísima är kuperad söderut, men norrut är den platt. Runt La Purísima är det ganska tätbefolkat, med 222 invånare per kvadratkilometer. Närmaste större samhälle är Temascalcingo de José María Velazco, 16,3 km sydost om La Purísima. Trakten runt La Purísima består till största delen av jordbruksmark.